# العلاقات الكندية اللبنانية
تشير علاقات كندا لبنان للعلاقات الدبلوماسية بين كندا ولبنان، حيث تعتبر كندا موطن أكبر الجاليات اللبنانية في الشتات. والدولتان عضوان في المنظمة الدولية للفرانكفونية.

## التاريخ
كانت أول هجرة لبنانية إلى كندا في عام 1882 عندما كان لبنان جزءًا من الإمبراطورية العثمانية،  وفي عام 1946 بعد الاستقلال عن فرنسا فتح لبنان قنصلية في مونتريال،  وفي عام 1949 تمت ترقية القنصلية إلى قنصلية عامة. في عام 1954 أقامت كندا علاقات دبلوماسية مع لبنان. وفي 1958فتحت الدولتان سفارات في عواصم كل منهما على التوالي.
في عام 1985 أغلقت كندا سفارتها في بيروت خلال الحرب الأهلية، واستقبلت كندا آلاف اللاجئين اللبنانيين مما جعل كندا أكبر موطن لجالية شتات عربية،  وأعادت كندا فتح سفارتها في بيروت في عام 1995.
يوجد حوالي 190,000 كندي من أصل لبناني في كندا وحوالي 45,000 كندي يقيمون في لبنان، وكان إخلاء الكنديين من لبنان في عام 2006 أثناء حرب إسرائيل وحزب الله أكبر إخلاء في تاريخ كندا.

## زيارات الدولة
زيارات رئيس الوزراء من كندا إلى لبنان 
- رئيس الوزراء جان كريتيان (2002)

زيارات رئيس الوزراء والرئاسة من لبنان إلى كندا 
- الرئيس أمين الجميل (1987)
- رئيس الوزراء رفيق الحريري (1997)
- الرئيس إميل لحود (1999)
- الرئيس ميشال سليمان (2008)

## علاقات ثنائية
وقعت الدولتان عدة اتفاقيات ثنائية مثل اتفاقية حماية الاستثمار الأجنبي في 1997، واتفاقية النقل الجوي في 1998 ومذكرة تفاهم لتعزيز التعاون التجاري والاستثماري بين البلدين في 2013.

## التجارة
في 2015 بلغ إجمالي التجارة بين كندا ولبنان 142 مليون دولار كندي،  حيث تشمل صادرات كندا الرئيسية إلى لبنان: المركبات وقطع الغيار، والمنتجات الصيدلانية، والطائرات وقطع الغيار، والخضروات، والآلات، والورق والخشب.
بينما تشمل صادرات لبنان الرئيسية إلى كندا: المواد الغذائية المحفوظة والمشروبات والقهوة والبهارات وزيت الزيتون والسكر والحلويات.

## البعثات الدبلوماسية المقيمة
- لدى كندا سفارة في بيروت.[7]

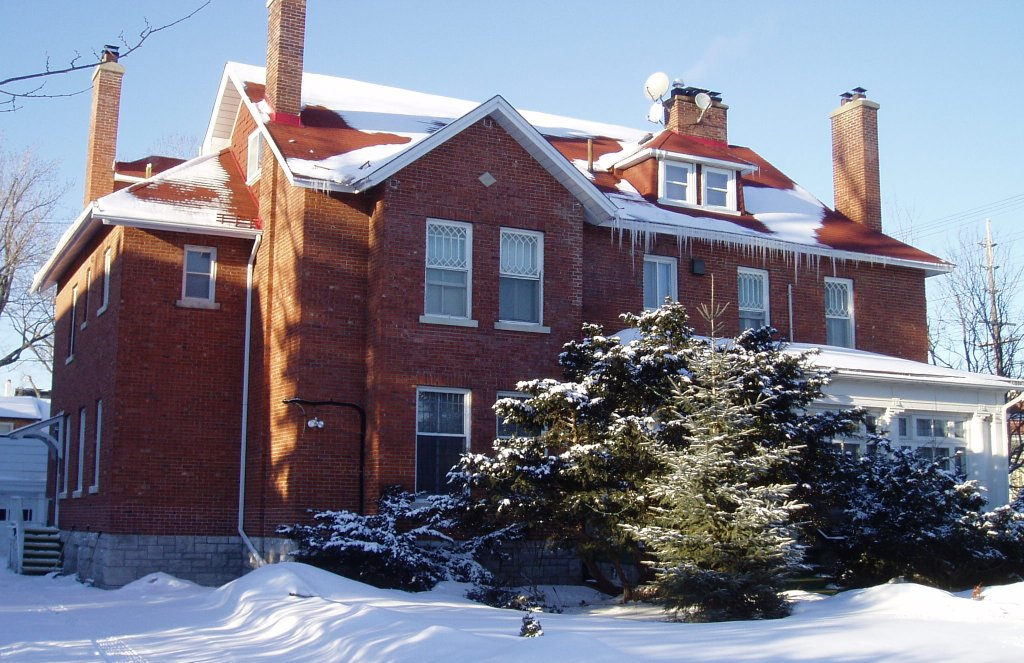
سفارة لبنان في أوتاوا

- لبنان لديه سفارة في أوتاوا وقنصلية عامة في مونتريال [8]